# Хепатитис А вакцина
Хепатитис А вакцина је вакцина против вируса хепатитиса А. Вирус хепатитиса А је РНК вирус који припада породици Picornaviridae. Углавном се репликује у хепатоцитима, па је и водећи узрок инфективног акутног хепатитиса.
Симптоми акутне инфекције су мучнина, вртоглавица, повраћање, губитак апетита, стомачни болови и грозница. Хепатитис А се најчешће преноси фекално-оралним путем, приликом изложености зараженој храни, води или приликом контакта са инфицираном особом.
Инциденца у развијеним земљама је ниска, за разлику од ниско развијених земаља.
Хепатитис А вакцину могу примити особе које су благо прехлађене, али особе које имају тежа стања морају одложити примање вакцине.

## Циљне групе
Групе људи за које је пожељно да приме ову вакцину су: 
- МСМ популација,
- Путници у ендемска подручја и изоловане заједнице,
- Интравенски корисници наркотика,
- Професионалци на опасним занимањима,
- Деца од 12. до 23. месеца живота,
- Деца од 2-18 година која су невакцинисана,
- Особе без сталног места боравишта (бескућници),
- ПЛХИВ,
- Особе са хроничним болестима јетре.

## Нежељена дејства
Очекивани нежељени ефекти вакцине су:
- Оток на месту убода,
- Црвенило на месту убода,
- Грозница,
- Главобоља,
- Умор,
- Губитак апетита.

Приликом примања вакцине може доћи до алергијске реакције, чак и до смрти од последица алергије. Шансе за ове су једнаке као и са било којим другим леком. 